# Rede Cine Show
A  Rede Cine Show, também conhecida como Cine Show é uma empresa privada brasileira, que atua no ramo de exibição cinematográfica.  Atua em onze cidades dos Estados do Rio de Janeiro e Santa Catarina e seu parque exibidor é formado por doze complexos, perfazendo 42 salas de cinema, média de 3,59 salas por complexo.
É a maior rede exibidora do interior do Estado do Rio de Janeiro e a única a prover exibições cinematográficas nos municípios interioranos onde atua (exceção de Resende e Volta Redonda). Suas 7 502 poltronas perfazem uma média de 174,33 assentos por sala.

## História

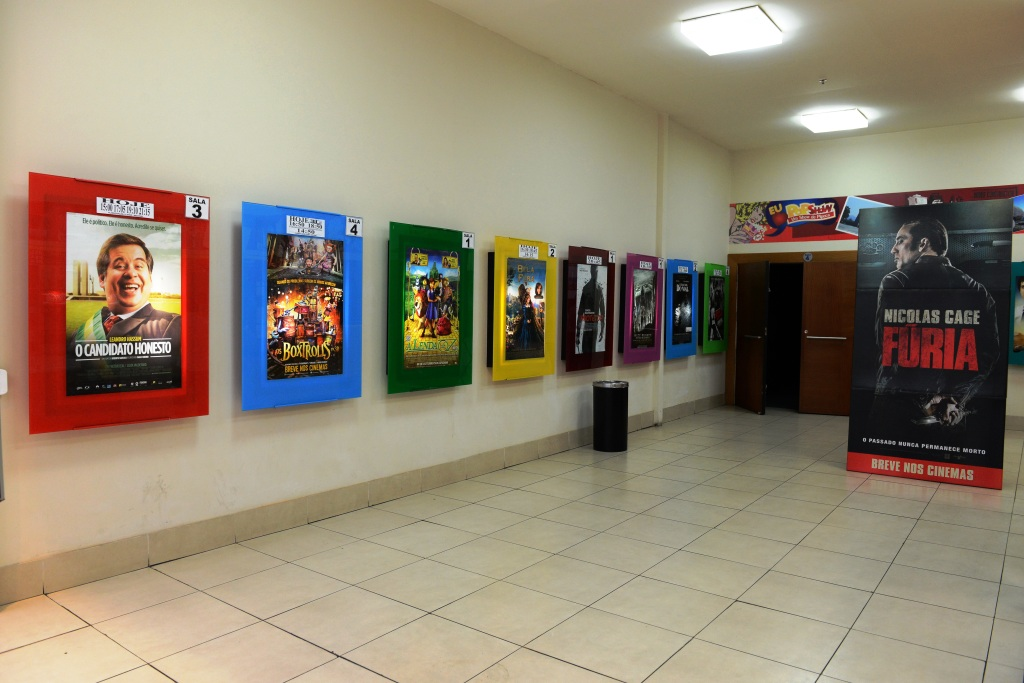
Corredor do Cine Show Volta Redonda

A empresa iniciou suas atividades na exibição cinematográfica em novembro de 1995, quando seus fundadores, o engenheiro carioca Ricardo Celes  e sua esposa Fatita Bustamante-Celes abriram duas salas em um shopping da cidade de Volta Redonda.  Essas salas  se destacavam em um cenário de virtual desaparecimento das salas de cinema do interior, pressionadas pelo crescimento de outras mídias, como a TV e o videocassete.  Mais tarde, esse complexo viria a ser ampliado, passando a deter quatro salas de exibição.
A expansão que transformou a empresa em rede exibidora começou em 2000, com a abertura de complexos nas cidades fluminenses de Resende, Barra Mansa, Teresópolis, Nova Friburgo, Angra dos Reis, Barra do Piraí  e Três Rios. Algumas destas cidades não possuíam mais complexos de cinemas há muitos anos, o que transformou a Cine Show no maior exibidor das regiões Sul Fluminense, Costa Verde e Serrana.

## Modernização e Ampliação

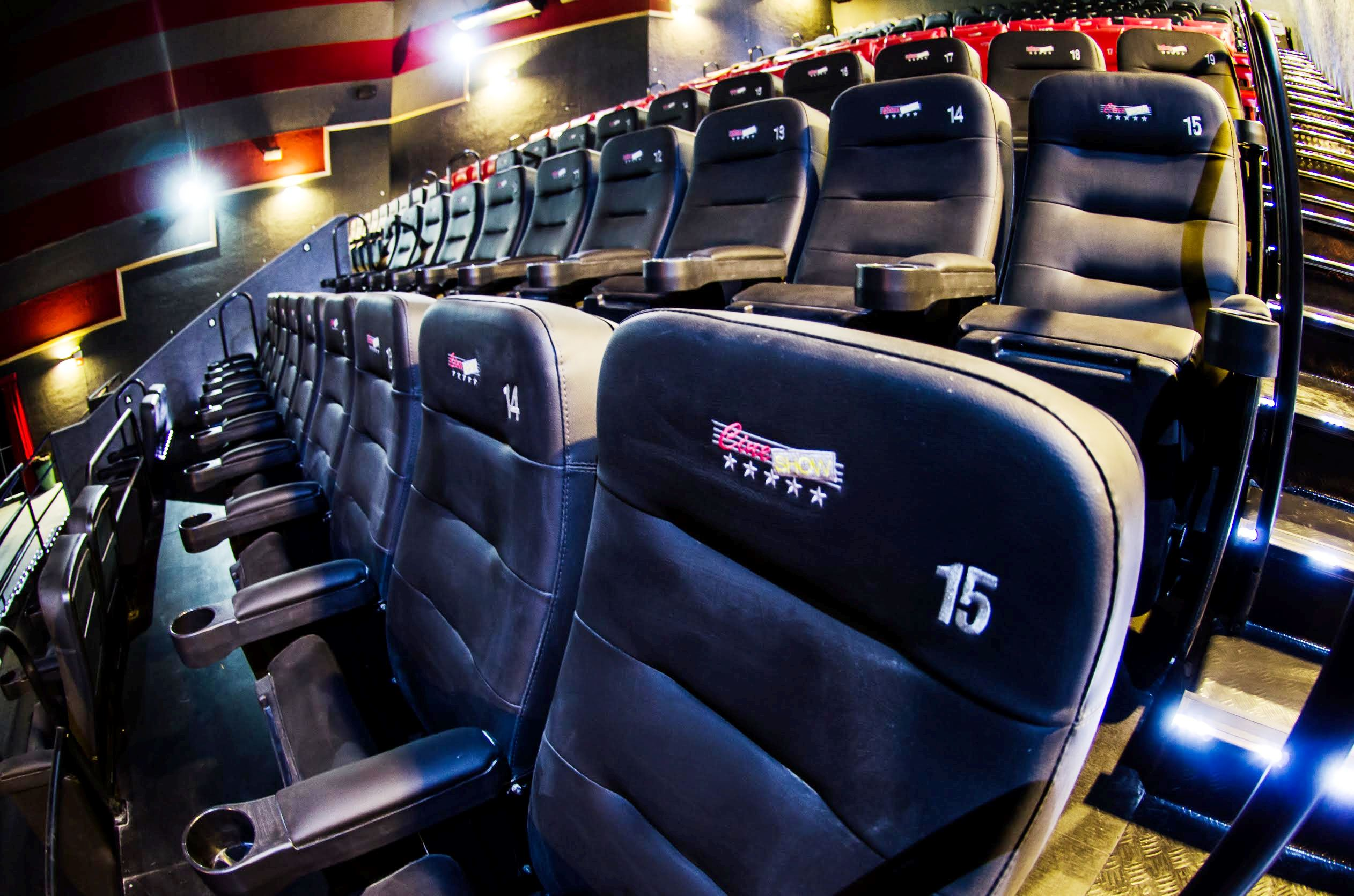
Vista panorâmica da arquibancada do Cine Show Nova Friburgo Cadima, da cidade de Nova Friburgo

Referente ao processo de digitalização, quando os antigos projetores de película 35mm são substituídos por equipamentos digitais, a Cine Show alcançou 100% de suas salas, destacando-se ente os médios exibidores como o primeiros a informatizar totalmente as suas salas.  Seu parque exibidor alçou a rede à 22ª. posição entre os maiores exibidores brasileiros por número de salas (dados de setembro de 2014).
Com relação à localização, seus complexos encontram-se instalados quase exclusivamente em centros comerciais, em detrimento dos "cinemas de rua". A única exceção é a filial de Barra do Piraí, que foi estabelecido no Mercado Municipal Mário Sergio do Nascimento daquela cidade. Já em dezembro de 2009, a Cine Show estabelecera convênio com a empresa Circuito Digital, com a finalidade de disponibilizar cine-publicidade e divulgar e informações sobre a sua programação em aparelhos celulares e outras plataformas digitais.
A rede é signatária do termo de compromisso firmado entre a ANCINE e as empresas distribuidoras e exibidoras em dezembro de 2014, que tem por objetivo limitar o número de cópias dos mega lançamentos nos cinemas, apontados como limitadores das opções do publico e redutoras da diversidade de títulos em exibição. Por esse acordo, complexos de 2 a 4 salas podem disponibilizar o mesmo filme em apenas duas salas. Como participante do programa "Cinema Para Todos", promovido pelo Governo do Estado do Rio de Janeiro, com o fito de democratizar o acesso à sétima arte, alcançou o o 3º lugar entre os principais exibidores, com 108.018 ingressos no período de abril de 2012 a setembro de 2013.
Em agosto de 2016, estabeleceu o primeiro complexo fora do estado do Rio de Janeiro ao reabrir um complexo na cidade de de Tubarão no Estado de Santa Catarina, fruto de uma parceria com a rede Cinespaço, que transferiu para a Cine Show 70% do controle daquela unidade cinematográfica, localizada no Shopping Farol. Tal parceria ocorreu em virtude da rede possuir experiência de exibição em cidades médias e pequenas.
A  Rede Cine Show é dirigido atualmente por Ricardo Celes e Raymundo Pinto (diretores e programadores).

## Público
Abaixo a tabela de público e sua evolução de 2008 a 2019, considerando o somatório de todas as suas salas a cada ano. A variação mencionada se refere à comparação com os números do ano imediatamente anterior. Os dados foram extraídos do banco de dados Box Office do portal de cinema Filme B, à exceção dos números de 2014 e 2015, que se originam do Data Base Brasil. Já os dados de 2016 em diante procedem do relatório "Informe Anual Distribuição em Salas Detalhado", do Observatório Brasileiro do Cinema e do Audiovisual (OCA) da ANCINE.
No período avaliado, é possível observar um crescimento de 341,49% no público, com evolução positiva em quase todos os anos, a exceção de 2013 e 2018, em que houve baixa com relação ao ano anterior. 
| Ano  | Público total | Ranking no país | Market Share | Variação |
| ---- | ------------- | --------------- | ------------ | -------- |
| 2008 | 593 848       | 24º             | 0,69%        | ano-base |
| 2009 | 918 544       | 22º             | 0,81%        | 54,68%   |
| 2010 | 1 062 768     | 20º             | 0,79%        | 15,70%   |
| 2011 | 1 101 163     | 21º             | 0,78%        | 3,61%    |
| 2012 | 1 253 643     | 21º             | 0,84%        | 13,85%   |
| 2013 | 1 144 950     | 22º             | 0,76%        | 8,67%    |
| 2014 | 1 210 435     | 21º             | 0,77%        | 5,72%    |
| 2015 | 1 355 016     | 20º             | 0,79%        | 11,94%   |
| 2016 | 1 714 533     | 19º             | 0,88%        | 26,53%   |
| 2017 | 1 978 000     | 18º             | 1,10%        | 15,37%   |
| 2018 | 1 921 171     | 17º             | 1,19%        | 2,87%    |
| 2019 | 2 027 912     | 16º             | 1,19%        | 5,56%    |

## Ligações Externas
- «Sítio oficial»
- Rede Cine Show no Facebook